# Basilio Sancho Agudo
Basilio Sancho Agudo (Madrid, 2 de enero de 1984) es un futbolista español que juega como portero en el CF Rayo Majadahonda de Segunda División B.

## Trayectoria
Nacido en Madrid, Basilio jugó como juvenil en el Rayo Vallecano y en el CDC Moscardó, haciendo su debut senior para este último en 2003. En 2005 se unió al Atlético de Madrid, pero solo disputó partidos en los filiales B y C del equipo.
Tras un año en el CD Cobeña y dos temporadas en el Getafe B, Basilio fichó por el CF Fuenlabrada de Tercera División, donde se convirtió en indiscutible y contribuyó al ascenso a Segunda División B en 2012. Tras cinco campañas en el cuadro fuenlabreño, se desvinculó del mismo en el verano de 2014.
En agosto de 2014, Basilio emigró al Atlético Calcuta de la Superliga de India donde, a la sombra de Apoula Edel y Subhasish Roy Chowdhury, no jugaría ni un solo minuto.
El 1 de enero de 2015, Basilio regresó a España y se unió al CF Trival Valderas de Tercera División. El 20 de mayo, firmó un contrato a corto plazo con el CF Talavera de la Reina para jugar en el club en la promoción de ascenso a Segunda B.
El 7 de julio de 2015, el CF Rayo Majadahonda de Segunda B fichó a Basilio, haciéndose éste muy pronto con la titularidad. Durante la temporada 2017–18 contribuyó con sus 37 apariciones al primer ascenso de la historia del equipo a Segunda División.
El 19 de agosto de 2018, con 34 años, Basilio hizo su debut profesional al comenzar de titular en la visita del equipo al Real Zaragoza que acabó con una derrota por 2-1.